# Eudócia (filha de Valentiniano III)
Eudócia (em latim: Eudocia) foi uma nobre romana do século V, filha mais velha do imperador Valentiniano III (r. 425–455) e Licínia Eudóxia e irmã de Placídia. Nasceu em 438/439, pouco após agosto. Em 442/443, noivou com Hunerico, filho do rei vândalo Genserico (r. 428–477). Em 455, estava provavelmente casada com César Paládio, filho de Petrônio Máximo. Paládio foi morto junto de seu pai. No saque de Roma por Genserico, ele levou Eudóxia, Eudócia e Placídia ao Reino Vândalo no norte da África. Lá, Eudócia desposou Hunerico, com quem gerou Hilderico. Permaneceu no reino por 16 anos antes de ir para Jerusalém em 471/472, onde morreu poucos dias depois que chegou.